# Versoporcus
Versoporcus — вимерлий рід парнопалих, що існував у міоцені в Європі. Визнано два види: V. grivensis і V. steinheimensis.